# Tagarosuchus
Tagarosuchus is een geslacht van uitgestorven krokodilachtigen. Het was een vleeseter (carnivoor) en was gebouwd voor het leven op het land. Vergeleken met andere krokodilachtigen kon Tagarosuchus waarschijnlijk snel rennen en bovendien over een grotere afstand. Ook kon hij vermoedelijk goed zwemmen. Onderzoekers denken dat hij eieren en jongen at van verschillende tijdgenoten. Voorbeelden zijn dinosauriërs, schildpadden en andere krokodilachtigen zoals de Kyasuchus, ook zoogdiertjes stonden misschien op het menu. Tagarosuchus zelf werd gegeten door vleesetende dinosauriërs die jongen en misschien zelfs volwassen exemplaren aten. Tagarosuchus stond op het punt dat de krokodilachtigen een beetje op krokodillen begonnen te lijken. Tagarosuchus moet eruit hebben gezien als een kruising tussen een hagedis en een krokodil met lange poten. Tagarosuchus behoorde tot de orde der Protosuchia. Ook Protosuchus van het Vroeg-Jura uit Noord-Amerika en de Kyasuchus uit hetzelfde gebied en dezelfde tijd als Tagarosuchus behoorden tot deze orde. Tagarosuchus leefde in het vroege Krijt in Rusland samen met de Psittacosaurus, Theropoden en andere dinosauriërs, de andere primitieve krokodilachtige Kyasuchus, de schildpad Kirgizemys, de cynodont Xenocretosuchus, verschillende soorten hagedissen, het triconodonte zoogdiertje Gobiconodon en enkele paleoniscide vissen.